# Nati nel 2004/Giugno
| Questa pagina contiene informazioni ricavate automaticamente dalle voci biografiche con l'ausilio del template Bio e di un bot. L'aggiornamento è periodico e automatico e ricostruisce completamente la pagina. Se manca una persona in questa lista, sei pregato di non aggiungerla, ma accertati piuttosto che la sua voce biografica contenga il template Bio e che i dati anagrafici siano correttamente compilati. Se il template Bio manca, inseriscilo tu stesso o, in alternativa, metti l'avviso {{tmp\|Bio}} che ne segnala la mancanza. Se i dati riportati sono sbagliati, correggi direttamente la voce biografica; le modifiche saranno visibili in questa lista entro pochi giorni. Per chiarimenti vedi il progetto biografie. La lista contiene solo le 60 persone che sono citate nell'enciclopedia e per le quali è stato implementato correttamente il template Bio. Pagina aggiornata al 3 mar 2024. |

- 1º giugno - Taylor Barnard, pilota automobilistico britannico
- 1º giugno - Andreas Schjelderup, calciatore norvegese
- 1º giugno - Emirhan İlkhan, calciatore turco
- 2 giugno - Juan Gauto, calciatore argentino
- 2 giugno - Helin Kandemir, attrice, doppiatrice e modella turca
- 4 giugno - Arzu Jalilova, ginnasta azera
- 4 giugno - Juan Núñez, cestista spagnolo
- 4 giugno - Vittoria Quoiani, ginnasta italiana
- 4 giugno - Héctor Uribe, calciatore messicano
- 5 giugno - Osmar Olvera, tuffatore messicano
- 6 giugno - Nikola Iliev, calciatore bulgaro
- 7 giugno - Miguel Chaiwa, calciatore zambiano
- 8 giugno - Francesca Capaldi, attrice statunitense
- 8 giugno - Krzysztof Chmielewski, nuotatore polacco
- 9 giugno - Khalil Fayad, calciatore francese
- 10 giugno - Gayle, cantautrice statunitense
- 10 giugno - Wouter Goes, calciatore olandese
- 10 giugno - Timothy Ouma, calciatore keniota
- 10 giugno - Sadibou Sané, calciatore senegalese
- 11 giugno - Katrina Scott, tennista statunitense
- 12 giugno - Arthur Fils, tennista francese
- 12 giugno - Matilde Pavan, calciatrice italiana
- 12 giugno - Églantine Rayer, ciclista su strada francese
- 13 giugno - Garance Meyer, sciatrice alpina francese
- 15 giugno - Jewison Bennette, calciatore costaricano
- 16 giugno - Jahkeele Marshall-Rutty, calciatore canadese
- 16 giugno - François Mughe, calciatore camerunese
- 16 giugno - Dmitrij Vasil'ev, calciatore russo
- 17 giugno - Solana Sierra, tennista argentina
- 18 giugno - Talia Gibson, tennista australiana
- 18 giugno - Sophie Tabbiani, nuotatrice artistica italiana
- 19 giugno - Louis Ashbourne Serkis, attore britannico
- 19 giugno - Michael Forbes, calciatore nordirlandese
- 19 giugno - Millie Gibson, attrice britannica
- 19 giugno - Agustín Ojeda, calciatore argentino
- 20 giugno - William Clem, calciatore danese
- 21 giugno - Pierre Dwomoh, calciatore belga
- 21 giugno - Elena Gerasimova, ginnasta russa
- 22 giugno - Franco González, calciatore uruguaiano
- 22 giugno - Juan Pablo Torres Patiño, calciatore colombiano
- 23 giugno - Mana Ashida, attrice e cantante giapponese
- 23 giugno - Aleksandra Trusova, pattinatrice artistica su ghiaccio russa
- 24 giugno - Ėrika Andreeva, tennista russa
- 24 giugno - Gijs Besselink, calciatore olandese
- 25 giugno - Pape Amadou Diallo, calciatore senegalese
- 25 giugno - Katie Shanahan, nuotatrice britannica
- 26 giugno - Jonas Buhl Bjerre, scacchista danese
- 26 giugno - Jan Christen, ciclista su strada, ciclocrossista e mountain biker svizzero
- 26 giugno - Eli Ndiaye, cestista senegalese
- 26 giugno - Stredair Appuah, calciatore francese
- 27 giugno - Arianna Becheroni, attrice italiana
- 27 giugno - Hugo Larsson, calciatore svedese
- 27 giugno - Cristhian Mosquera, calciatore spagnolo
- 28 giugno - Franculino Gluda Djú, calciatore guineense
- 28 giugno - Izan Guevara, pilota motociclistico spagnolo
- 28 giugno - Dominika Šalková, tennista ceca
- 29 giugno - Tommaso Corazza, calciatore italiano
- 29 giugno - Ferdia Shaw, attore irlandese
- 30 giugno - Claire Curzan, nuotatrice statunitense
- 30 giugno - Kira Kimura, snowboarder giapponese